# Il ritorno della donna bionica
Il ritorno della donna bionica (Bionic Ever After?) è un film per la televisione del 1994 diretto da Alan J. Levi. 
Il film fa parte del franchise di fantascienza L'uomo da sei milioni di dollari ed è un crossover tra le due serie televisive L'uomo da sei milioni di dollari e La donna bionica, interpretate rispettivamente da Lee Majors, nei panni di Steve Austin, e Lindsay Wagner, in quelli di Jaime Sommers.  È inoltre il terzo dei tre film reunion per la televisione, preceduto da Il ritorno dell'uomo da sei milioni di dollari del 1987 e Scontro bionico del 1989, e fornisce una conclusione agli eventi iniziati con il doppio episodio La donna bionica - 1ª parte e 2ª parte nel 1975, finendo con il matrimonio di Lee Majors e Jamie Sommers.

## Trama
Steve Austin e Jaime Sommers sono in procinto di sposarsi. Tuttavia, prima che possano fare il grande passo, Jamie subisce un misterioso malfunzionamento delle sue parti bioniche. I suoi innesti cibernetici infatti non funzionano e nessuno capisce quale ne sia la causa. Con il suo fisico malconcio Jamie annulla il matrimonio, mentre il dottor Rudy Wells cerca di far chiarezza sulle cause dei suoi problemi. 
Nel frattempo, alle Bahamas, un vecchio amico di Steve è tenuto prigioniero dal terrorista Miles Kendrick, che ha preso il controllo dell'ambasciata degli Stati Uniti e minaccia di lanciare un missile nucleare. Steve è costretto ad andarlo a salvare e Jamie si offre di aiutarlo. Steve e l'agente dell'OSI Kimberly Harmon vanno alle Bahamas per fermare il terrorista, ma nel bel mezzo della missione Steve viene colpito dallo stesso virus informatico che sta creando problemi alla bionica di Jaime.

## Personaggi e interpreti
- Steve Austin, interpretato da Lee Majors, doppiato in italiano da Ugo Pagliai.
- Jaime Sommers, interpretata da Lindsay Wagner, doppiata in italiano da Franca De Stradis.
- Oscar Goldman, interpretato da Richard Anderson, doppiato in italiano da Michele Kalamera.
- Rudy Wells, interpretato da Martin E. Brooks
- Kimberly Haviland/Harmon, interpretata da Farrah Forke
- Carolyn MacNamara, interpretata da Anne Lockhart
- John MacNamara, interpretato da Alan Sader
- Miles Kendrick, interpretato da Geordie Johnson
- Jim Castillian, interpretato da Lee Majors II

## Produzione
A differenza dei primi due film, che presentavano due nuovi personaggi per potenziali serie spin-off, Il ritorno della donna bionica non viene prodotto come potenziale film pilota per una nuova serie, ma come semplice capitolo finale della saga per l'uscita di scena definitiva degli personaggi delle serie originali Steve Austin, Jaime Sommers, Oscar Goldman e Rudy Wells. Tredici anni più tardi sarebbe apparsa una versione rivisitata di Jaime Sommers in una nuova serie remake, Bionic Woman.